# Forum Media Group
Forum Media Group GmbH je međunarodna izdavačka kuća osnovana 1988. sa sedištem u Merhingu kod Augsburga, čiji je osnivač i rukovodilac Roland Herkert.
Pod okriljem matične firme nalaze se samostalna privredna društva u sledećim zemljama: Nemačkoj, Austriji, Italiji, Velikoj Britaniji, Sloveniji, Mađarskoj, Češkoj, Poljskoj, Rusiji, Turskoj, Ukrajini, Kini, Francuskoj, Kazakstanu i Srbiji.
Po zvaničnim podacima Forum Media Group spada među 500 kompanija sa najbržim rastom u EU.
Privredno društvo Forum Media d.o.o. sa sedištem u Beogradu, osnovano je u junu 2008. godine kao ćerka firma nemačkog izdavača Forum Media Group GmbH.
Rad i proizvodi kompanije Forum Media d.o.o. posvećeni su polju informacija i podučavanja, gde kompanija i vidi svoju snagu i budućnost. Osnovni proizvodi u izdavačkoj kući u Srbiji su specijalizovani priručnici, seminari i online seminari.
Publikacije i proizvodi u okviru kompanije Forum Media d.o.o. u potpunosti su usklađeni sa zakonodavnim sistemom države i prilagođeni su potrebama lokalnih preduzeća. Forum Media d.o.o. svojim korisnicima obezbeđuje najnovija stručna i praktična znanja, kao i veliku pomoć i podršku u postizanju poslovnih ciljeva.

## Spoljašnje veze
- Forum Media Group - службени вебсајт
- Forum Media Group website (Germany, Merching)
- Forum Verlag Herkert GmbH (Germany, Merching)
- FORUM Zeitschriften und Spezialmedien GmbH (Germany, Merching)
- FORUM GesundheitsMedien GmbH (Germany, Merching)
- Stöppel FreizeitMedien (Germany, Stuttgart) Архивирано на веб-сајту  (16. јун 2010)
- FORUM train&sail GmbH (Germany, Merching)
- DoldeMedien Verlag GmbH (Germany, Stuttgart)
- FORUM Press Sp.z o.o (Poland)
- FORUM MEDIA Kiado Kft. (Hungary) Архивирано на веб-сајту  (27. фебруар 2021)
- FORUM Shanghai Business Consulting Ltd. (China)
- FORUM Business MEDIA Ltd. (United Kingdom) Архивирано на веб-сајту  (15. октобар 2017)
- ZALOŽBA FORUM MEDIA d.o.o. (Slowenia)
- Nakladatelstvi FORUM s.r.o. (Czech Republic)
- FORUM MEDIA Publishing LLC (Russia) Архивирано на веб-сајту  (23. август 2012)
- FVH FORUM Verlag Herkert GmbH (Austria)
- FORUM MEDIA d.o.o. (Serbia) Архивирано на веб-сајту  (15. јануар 2021)
- Forum Media (Kazakhstan)